# Campeonato Mundial de Tiro al Blanco Móvil de 2009
El IX Campeonato Mundial de Tiro al Blanco Móvil se celebró en Heinola (Finlandia) entre el 22 y el 30 de agosto de 2009 bajo la organización de la Federación Internacional de Tiro Deportivo (ISSF) y la Federación Finlandesa de Tiro Deportivo.
Las competiciones se realizaron en el Campo de Tiro de Hälvälä. 

## Resultados

### Masculino
| Evento                            | Oro                               | Plata                                   | Bronce                               |
| --------------------------------- | --------------------------------- | --------------------------------------- | ------------------------------------ |
| Blanco móvil 50 m (28.08)         | Maxim Stepanov · Rusia · 596 pts. | Krister Holmberg · Finlandia · 590 pts. | Peter Pelach · Eslovaquia · 589 pts. |
| Blanco móvil 50 m (equipos)       | Rusia · 1768                      | Finlandia · 1752                        | Eslovaquia · 1745                    |
| Blanco móvil mixto 50 m (27.08)   | Maxim Stepanov · Rusia · 392+19   | Staffan Holmström · Finlandia · 392+18  | Niklas Bergström · Suecia · 391      |
| Blanco móvil mixto 50 m (equipos) | Rusia · 1169                      | Finlandia · 1168                        | República Checa · 1158               |
| Blanco móvil 10 m (26.08)         | Emil Andersson · Suecia · 580     | Vladyslav Prianishnikov · Ucrania · 579 | Dmitri Romanov · Rusia · 578         |
| Blanco móvil 10 m (equipos)       | Rusia · 1720                      | República Checa · 1715                  | Ucrania · 1701                       |
| Blanco móvil mixto 10 m (24.08)   | Dmitri Romanov · Rusia · 388      | Miroslav Januš · República Checa · 387  | Maxim Stepanov · Rusia · 384         |
| Blanco móvil mixto 10 m (equipos) | Rusia · 1148                      | República Checa · 1136                  | Eslovaquia · 1129                    |

### Femenino
| Evento                            | Oro                                   | Plata                                   | Bronce                                  |
| --------------------------------- | ------------------------------------- | --------------------------------------- | --------------------------------------- |
| Blanco móvil 10 m (26.08)         | Galina Avramenko · Ucrania · 384 pts. | Tetiana Yevseyenko · Ucrania · 378 pts. | Viktoria Zabolotna · Ucrania · 373 pts. |
| Blanco móvil 10 m (equipos)       | No realizado                          | No realizado                            | No realizado                            |
| Blanco móvil mixto 10 m (24.08)   | Natalia Gurova · Kazajistán · 376     | Viktoria Zabolotna · Ucrania · 375      | Olga Stepanova · Rusia · 373            |
| Blanco móvil mixto 10 m (equipos) | No realizado                          | No realizado                            | No realizado                            |

## Medallero
| Núm. | País            | Oro | Plata | Bronce | Total |
| ---- | --------------- | --- | ----- | ------ | ----- |
| 1    | Rusia           | 7   | 0     | 3      | 10    |
| 2    | Ucrania         | 1   | 3     | 2      | 6     |
| 3    | Suecia          | 1   | 0     | 1      | 2     |
| 4    | Kazajistán      | 1   | 0     | 0      | 1     |
| 5    | Finlandia       | 0   | 4     | 0      | 4     |
| 6    | República Checa | 0   | 3     | 1      | 4     |
| 7    | Eslovaquia      | 0   | 0     | 3      | 3     |
|      | TOTAL           | 10  | 10    | 10     | 30    |